# Лундская обсерватория
Лундская обсерватория - астрономическая обсерватория, основанная в 1749 году в городе Лунд, Швеция. В данный момент является астрономическим отделением Лундского университета. В 1867 году было построено новое здание обсерватории по проекту Хельго Зеттервалль. В данный момент обсерватория переехала в современное здание Северного кампуса Лундского университета, который был открыт в 2001 году.

## Руководители обсерватории
- 1897 - 1927 - Шарлье, Карл
- 1929 - 1955 - Лундмарк, Кнут Эмиль

## Инструменты обсерватории
- 25-см рефрактор
- Меридианный круг

## Известные сотрудники
- en:Gunnar Malmquist
- Arne Ardeberg
- Дюнер, Нильс Кристофер
- Сванте Стрёмгрен
- Аксель Мёллер

## Адрес обсерватории
- 55°42′00″ с. ш. 13°11′16″ в. д.HGЯO - здание обсерватории открытое в 1867 году
- 55°41′53″ с. ш. 13°11′12″ в. д.HGЯO - современное положение обсерватории

## Интересные факты
- В честь обсерватории назван астероид (809) Лундия, открытый в 1915 году немецким астрономом  Максом Вольфом в обсерватории Хайдельберг[1].